# Donji Crnač
Donji Crnač är ett samhälle i Bosnien och Hercegovina.   Det ligger i entiteten Federationen Bosnien och Hercegovina, i den södra delen av landet, 80 km sydväst om huvudstaden Sarajevo. Donji Crnač ligger 846 meter över havet och antalet invånare är 577.
Terrängen runt Donji Crnač är bergig, och sluttar söderut. Närmaste större samhälle är Široki Brijeg, 6,2 km söder om Donji Crnač. 
Omgivningarna runt Donji Crnač är en mosaik av jordbruksmark och naturlig växtlighet. Runt Donji Crnač är det ganska tätbefolkat, med 93 invånare per kvadratkilometer.